# Andre Akpan
Andre Akpan (Grand Prairie, 9 dicembre 1987) è un ex calciatore statunitense, di ruolo attaccante.